# Busktvestjärt
Busktvestjärt (Apterygida media) är en tvestjärtart som beskrevs av Hagenbach 1822. Busktvestjärt ingår i släktet Apterygida, och familjen hjärtfottvestjärtar. Arten är reproducerande i Sverige.

## Bildgalleri

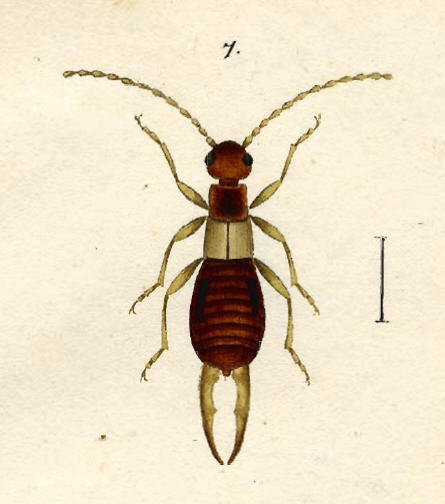
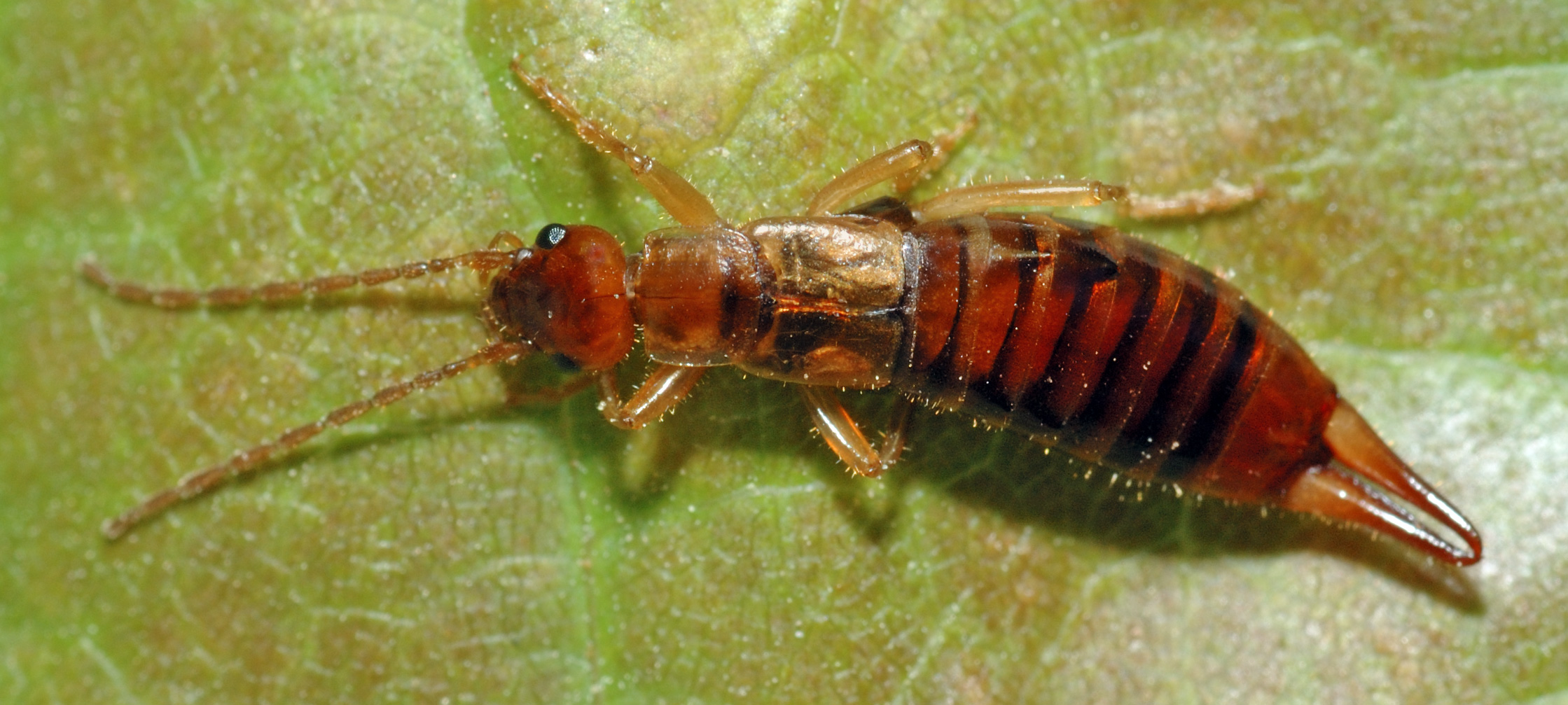
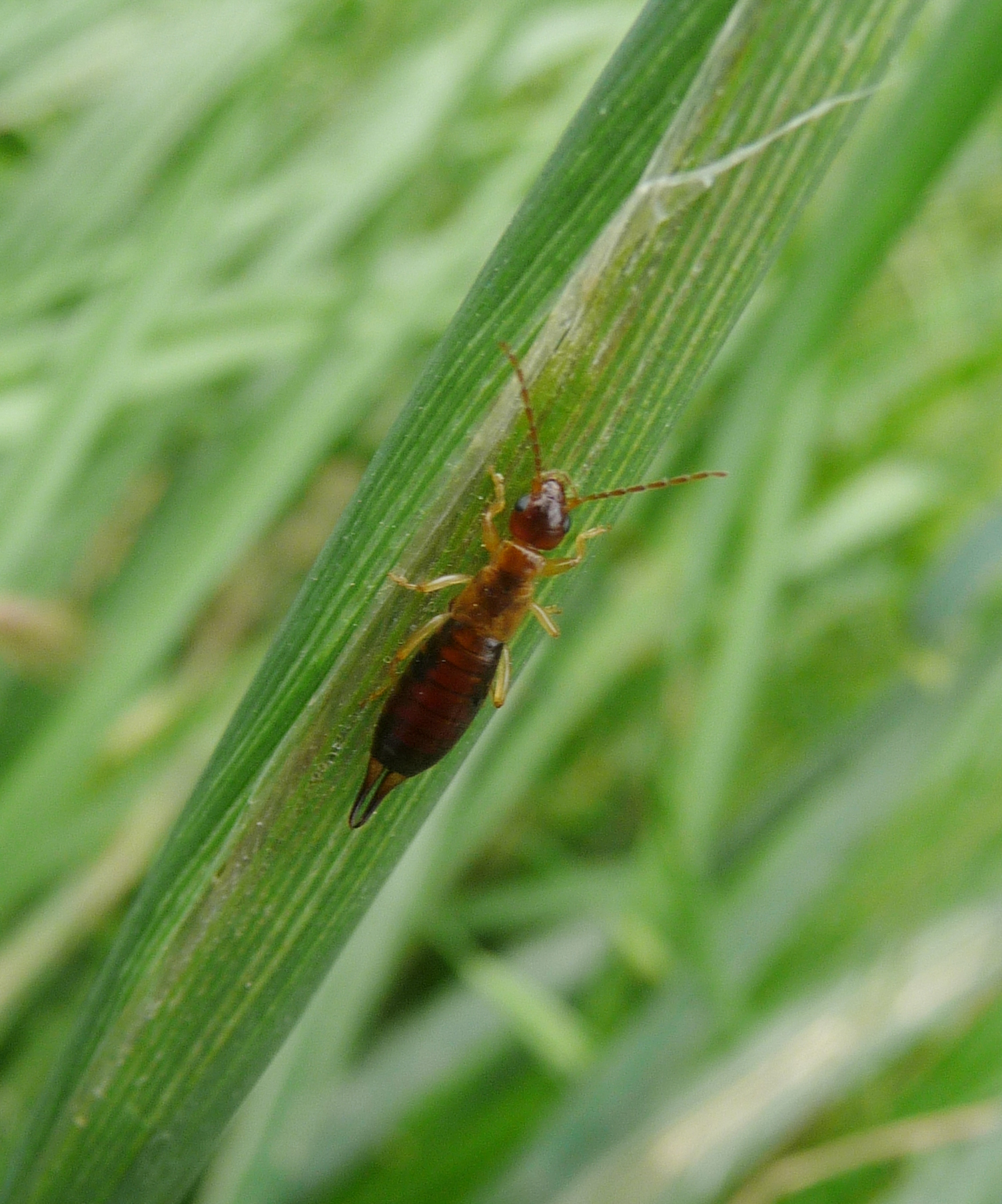
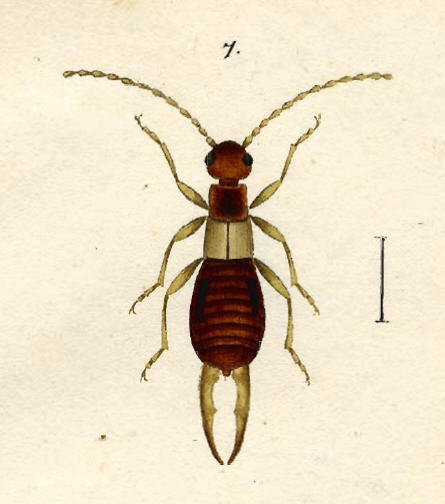